# IV. Frigyes pfalzi választófejedelem
IV. Frigyes pfalzi választófejedelem (Amberg, 1574. március 5. – Heidelberg, 1610. szeptember 19.) a Rajnai Palotagrófság uralkodója 1583–1610 között.

## Élete
Szülei a Wittelsbach-házból származó VI. Lajos és Hesseni Erzsébet, I. Fülöp hesseni tartománygróf lánya voltak.
Amikor 1583-ban trónra lépett, még csak kilencéves volt, ezért 1592-ig nagybátyja, a család Pfalz-Simmern ágából származó református János Kázmér kormányzott helyette régensként. A lutheránus neveltetésű Frigyes eleinte vonakodott elfogadni gyámjának. Ehhez kapcsolódott a IV. Frigyes és nagy-nagybátyja, a lutheránus Reichard von Pfalz-Simmern közötti konfliktus, amelyet az uralkodó református udvari tanácsosai Frigyes nagykorúvá válása után is folytattak, és amely végül Frigyes javára dőlt el.
IV. Frigyes 1606–1607-ben építtette a holland stílusú Friedrichsburg erődöt Mannenheim halászfalu közelében. Az újonnan alapított Mannheim nagyvonalú kiváltságokat kapott: lakói mentesültek a robot alól, a betelepedett külföldieknek pedig húsz évig nem kellett telekadót fizetniük. Uralkodása során folytatta a heidelbergi várkastély kiépítését a Frigyes-épülettel (Friedrichsbau).
1608-ban átvette a Protestáns Unió vezetését.
Frigyes mértéktelenül fogyasztotta a bort, így kortársai azon aggódtak, hogy idő előtt meghal, amikor még nincs nagykorú utódja.

## Családja
1593. június 23-án nőül vette Lujza Julianna oránia–nassaui hercegnőt (1576–1644), I. Vilmos orániai herceg lányát. Házasságukból nyolc gyermek született:
- Lujza Julianna (1594. július 16. – 1640. április 28.), ő 1612. május 13-án hozzáment az akkor 28 éves II. Jánoshoz, Zweibrücken grófjához, akinek hét gyermeket (Erzsébet Lujza Julianna, Katalin Erzsébet Sarolta, Frigyes, Anna Szibilla, János Lajos, Julianna Magdolna és Mária Amália) szült
- Katalin Zsófia (1595. június 10. – 1626. június 28.)
- V. Frigyes (1596. augusztus 26. – 1632. november 29.), pfalzi választófejedelem, cseh király
- Erzsébet Sarolta (1597. november 19. – 1660. április 26.), ő 1616-ban nőül ment a 20 esztendős György Vilmoshoz, Brandenburg választófejedelméhez, akinek három gyermeket (Lujza Sarolta, Frigyes Vilmos és Hedvig Zsófia) szült
- Anna Eleonóra (1599. január 4. – 1600. október 10.)
- Lajos Vilmos (1600. augusztus 5. – 1600. október 10.)
- Móric Keresztély (1601. szeptember 18. – 1605. március 28.)
- Lajos Fülöp (1602. november 23. – 1655. január 6.), ő 1631. december 4-én feleségül vette Brandenburg-i Mária Eleonórát, Joakim Frigyes választófejedelem 24 éves leányát, aki hét gyermekkel (Károly Frigyes, Gusztáv Lajos, Károly Fülöp, Lajos Kazimír, Erzsébet Mária Sarolta, Lajos Henrik és Lujza Zsófia Eleonóra) ajándékozta meg férjét.

## Fordítás
Ez a szócikk részben vagy egészben a Friedrich IV. (Pfalz) című német Wikipédia-szócikk ezen változatának fordításán alapul.  Az eredeti cikk szerkesztőit annak laptörténete sorolja fel. Ez a jelzés csupán a megfogalmazás eredetét és a szerzői jogokat jelzi, nem szolgál a cikkben szereplő információk forrásmegjelöléseként.